# Anna Zillken
Anna Zillken (* 17. Juli 1898 in Wallerfangen; † 12. Februar 1966) war eine deutsche Vorreiterin, Autorin und Lehrerin für Soziale Arbeit.

## Leben
Zillken wuchs in Wallerfangen auf und studierte anschließend in Berlin. Bereits 1922 war sie Sekretärin von Agnes Neuhaus. Sie beschäftigte sich mit Fragestellungen und Aufgabengebieten sozialer Arbeit. Zusammen mit ihrer Schwester Elisabeth Zillken arbeitete sie in der sozialen Studentenbewegung, dem nach dem Gruender Pfarrer Carl Sonnenschein benannten "Sonnenscheinkreis". Ebenfalls seit 1922 gehörte sie dem damaligen Katholischen Fürsorgeverein, heute Sozialdienst katholischer Frauen (SkF) an. 1925 wurde sie an der Universität Köln auf Grund ihrer Dissertation Der christliche Staatsgedanke in seinem ideellen Gehalt und in seiner historischen Abwandlung. promoviert.
Ab 1928 bis 1962 war sie Leiterin der 1916 gegründeten Wohlfahrtsschule in Dortmund. Während der Zeit des Nationalsozialismus wurde die Schule evakuiert aber unter schwersten Bedingungen in Salzkottenund weitergeführt. Im Jahre 1948 kehrte die Schule nach Dortmund zunächst in eine Übergangsbaracke. In dieser Zeit begann auch ihr Engagement für die Union Catholique Internationale de Service Sociale in Brüssel.
1950 übernahm Zillken den Vorsitz der Katholischen Vereinigung der Sozialschulen. Von 1952 bis 1962 war Zillken Angehörige des Vorstandes der Konferenz der Deutschen Schulen für Sozialarbeit. Eines der Wirkungsgebiete war hier die Entwicklung der Schulen und der Neuordnung der sozialen Ausbildung. Zillken saß auch im Vorstand des Allgemeinen Deutschen Fürsorgeerziehungstag (AFET) sowie in Fachausschüssen des Deutschen Vereins für öffentliche und private Fürsorge. Sie half mit beim Aufbau von Erziehungsberatungsstellen und bei der Erarbeitung ministerieller Richtlinien für Erziehungsberatung.
Eine schwere Krankheit zwang sie 1962 die Leitung der Schule abzugeben. Am 12. Februar 1966 erlag Zillken jener Krankheit. Am 1. August 1966 wurde die Dortmunder Wohlfahrtsschule im Gedenken in Anna-Zillken-Schule, 1999 dann in Anna-Zillken-Berufskolleg umbenannt.

## Ehrungen
- Bundesverdienstkreuz 1. Klasse der Bundesrepublik Deutschland
- Pro Ecclesia et Pontifice